# コリン・マシューズ
コリン・マシューズ（Colin Matthews、1946年2月13日 - ）はイギリス・ロンドンの現代音楽の作曲家。音楽学者や音楽プロデューサーとしての活躍でも著名。兄デイヴィッド・マシューズも作曲家・音楽学者として知られる。

## 人物・来歴
ノッティンガム大学で古典学を修めた後、アーノルド・ウィットールとニコラス・モーに作曲を師事。1970年代にサセックス大学の教壇に立つかたわら、兄デヴィッド、デリック・クックと共同してグスタフ・マーラーの『交響曲 第10番』の実用版を完成させた功労により、同大学より博士号を授与される。また、この頃オールドバラ音楽祭でベンジャミン・ブリテンやイモージェン・ホルストにも協力している。
1975年に『管弦楽のためのソナタ第4番』によってスコティッシュ・ナショナル管弦楽団のイアン・ホワイト賞を獲得。その後の管弦楽曲に、『夜の音楽』（1976年）、『管弦楽のためのソナタ第5番「ランドスケープ」』（1977年 - 1978年）、『チェロ協奏曲第1番』（1984年、BBCからプロムスのための委嘱作品）があり、このうち『ソナタ第5番』と『チェロ協奏曲第1番』は、ユニコーン＝カンチャナ・レーベルに録音されている。
コリン・マシューズは1992年から1999年までロンドン交響楽団の提携作曲家を務め、同楽団によって数々の作品が初演されており、たとえばベルナルト・ハイティンク指揮によって1989年に初演された『行列』（Cortège ）や、マイケル・ティルソン・トーマス指揮により初演された『カトレーン』（Quatrain ）がある。後者はロンドン交響楽団による一連の委嘱作品の一つで、その後は『機械と夢』（Machines and Dreams, 1991年子供音楽祭にて初演）や、ムスティスラフ・ロストロポーヴィチによって初演された『追悼』（Memorial, 1993年）と『チェロ協奏曲第2番』（1996年）がある。
“Hidden Variables”の管弦楽版は、ロンドン交響楽団とニューワールド交響楽団との共同委嘱作品として作曲され、1992年にマイケル・ティルソン・トーマスの指揮によってマイアミで初演されている。同年にはクリーヴランド管弦楽団によって『機械と夢』の米国初演を行なった。コリンズ・レーベルは1996年に作曲者の生誕50周年を記念して、ロンドン交響楽団からの委嘱作品をまとめて1枚のCDを発売した。
BBCのもう一つの委嘱作品『崩されたシンメトリー』（Broken Symmetry ）は1992年3月にオリヴァー・ナッセン指揮BBC交響楽団によって初演され、同年のプロムスでも再演された。この作品と『管弦楽のためのソナタ第4番』、『恒星の踊り』（Suns Dance ）を収めたドイツ・グラモフォン・レーベルのCD（1994年録音）は、グラミー賞にノミネートされている。合唱と管弦楽のための大作『新生』（Renewal ）は、1996年9月のBBCラジオ第3放送の開設50周年を記念して、やはりBBCから依嘱され、この作品に対して1997年にロイヤル・フィルハーモニック協会から授賞された。『行列』は1998年にリッカルド・シャイー指揮ロイヤル・コンセルトヘボウ管弦楽団によって1998年12月にオランダ初演が実現された。新作“Unfolded Order”を組み込んだバレエ版“Hidden Variables”は、1999年12月のロイヤル・オペラ・ハウスの再開に向けてロイヤル・バレエ団から依嘱された。
管弦楽のほかに、3つの弦楽四重奏曲、2つのオーボエ四重奏曲、『複弦楽四重奏のためのディヴェルティメント』（Divertimento for double string quartet, 1982年）などの室内楽や、相当数のピアノ曲もある。1984年から1985年にかけて6つの合奏曲の大作が完成され、とりわけロンドン・シンフォニエッタのための『恒星の踊り』（1985年、のちロイヤル・バレエ団のために『追跡』（Pursuit ）として改作）が重要である。ほかに、『2部のインヴェンション』（Two Part Invention, 1987年）、『グレート・ジャーニー』（The Great Journey,　1981年 - 1981年）、ロンドン・シンフォニエッタによる1992年度ハダースフィールド音楽祭のための委嘱作品『対流』（Contraflow ）、サイモン・ラトルによって初演され、その後もザルツブルク音楽祭やプロムスでも再演された『眼鏡越しに……』（...through the glass, 1994年）がある。マシューズ作品は、1988年にアウメイダ音楽祭、1990年にバス音楽祭、1988年にタングルウッド音楽祭、2003年にフィンランドのアヴァンティ!音楽祭、2004年にベルリン音楽祭で特集されている。1998年にはサントリー夏の音楽祭のために招聘作曲家として訪日し、講師も務めた。
2000年には、4つの主要な作品が初演されている。ロンドン・シンフォニエッタのための『2つの捧げ物』（Two Tributes ）、グスターヴ・ホルストの『惑星』の補足としてハレ管弦楽団と指揮者ケント・ナガノのために作曲され、賛否両論を招いた『冥王星』（Pluto, 2000年当時、冥王星は太陽系第9惑星に数えられていたため）、ハダースフィールド合唱協会のための『余韻』（Aftertones ）、バーミンガム現代音楽集団の委嘱作品でシンシア・クラリーとサイモン・ラトルによって（ロンドン、ケルン、ブリュッセル、アムステルダム、ウィーン、バーミンガムで）上演されたカンタータ『連続体』（Continuum ）である。
2001年春には、『ホルン協奏曲』がリチャード・ワトキンスの独奏とエサ＝ペッカ・サロネン指揮フィルハーモニア管弦楽団によって初演されており、同年BBCの依嘱で『プロムス開幕のためのファンファーレ』も手懸けている。2003年10月に初演された『鏡像』（Reflected Images ）は、マイケル・ティルソン・トーマスとサンフランシスコ交響楽団のための作品である。
2001年10月からハレ管弦楽団の提携作曲家に任命され、同楽団のために多数の楽曲を手懸けただけでなく、ドビュッシーの『前奏曲集』全24曲のオーケストレーションという企画にも着手している。コンセルヘボウ管弦楽団、ニューヨーク・フィルハーモニック、バーミンガム市交響楽団、ブリテン財団、ブリテン＝ピアーズ財団、ホルスト財団の理事にも名を連ねている。1983年から1994年までオールドバラ財団の評議員として、オールドバラ音楽祭やブリテン＝ピアーズ音楽学校とも緊密な関係を結び、オリヴァー・ナッセンと並ぶ活躍を見せた。
20年間にわたって新音楽振興協会の評議員を務め、1992年から1995年までは演奏権協会の総裁でもあった。NMCレコードの設立者でエグゼクティヴ・プロデューサーを務めながら、ドイツ・グラモフォン、ヴァージン、コニファー、コリンズ、ブリッジ、BMG、コンティニュアム、メトロノームなどといったレーベルで現代音楽の録音にプロデューサーとして名を連ねている。グラミー賞へのノミネートや「ビルボード」誌でのチャートインでも話題になった、ヘンリク・グレツキの『交響曲 第3番』のエレクトラ・ノンサッチ・レーベルへの録音でもプロデュースを行なっている。
1998年にノッティンガム大学より名誉博士号を授与される。現在は王立音楽大学で教鞭を執るかたわら、王立北部音楽大学の学長を務め、またマンチェスター大学の客員フェローに選ばれている。